# Успение Богородично (Сталийска махала)
Вижте пояснителната страница за други значения на Успение Богородично.
„Успение Богородично“ е православна църква в ломското село Сталийска махала, България, част от Видинската епархия на Българската православна църква.

## История
Църквата е построена в 1934 година в центъръ на селото. В нея са пренесен иконите от старата църква „Св. св. Петър и Павел“ от 1891 година, дело на дебърските зографи Кръстьо Николов и Константин Николов.